# Knickhelm

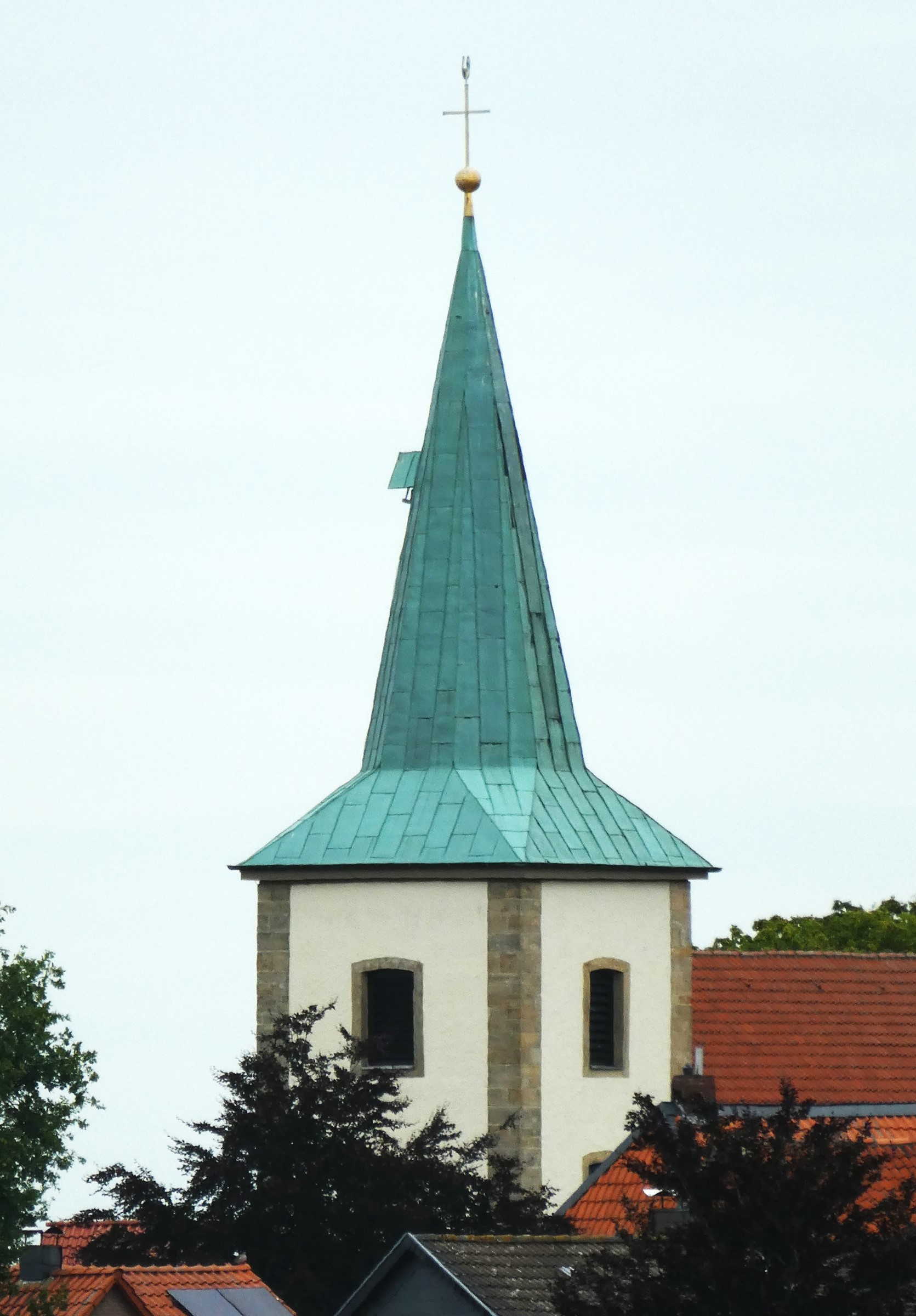
Knickhelm der Kirche St. Georg, Adlum

Der Knickhelm (auch spitzes Knickdach) ist in der Architektur eine häufig anzutreffende Dachform von Turmhelmen, die sich formal durch einen auffälligen Knick des Umrisses über dem Dachfuß (Dachansatz) auszeichnet.

## Begriff
Der in Architekturwörterbüchern nicht geführte Begriff Knickhelm wird seit den 1880er Jahren von Bauhistorikern in Baubeschreibungen verwendet, so u. a. in Kunstdenkmäler-Inventaren und im Dehio-Handbuch. Im Bereich des ehemaligen Hochstifts Würzburg ist der Begriff Julius-Echter-Turm gebräuchlich.

## Konstruktion des Knicks, Formen des Helms
Knickhelme erscheinen nur bei besonders steil und schlank ausgeführten Turmhelmen, im Gegensatz zu den gedrungeneren Zeltdächern. Es gibt sie nur bei zimmermannsmäßig hergestellten hölzernen Turmhelmen, da ihr charakteristischer Knick am Dachfuß (Dachansatz) der relativ weit eingezogenen Turmpyramide durch die notwendige Anbringung flacher ausfallender Aufschieblingen entsteht.

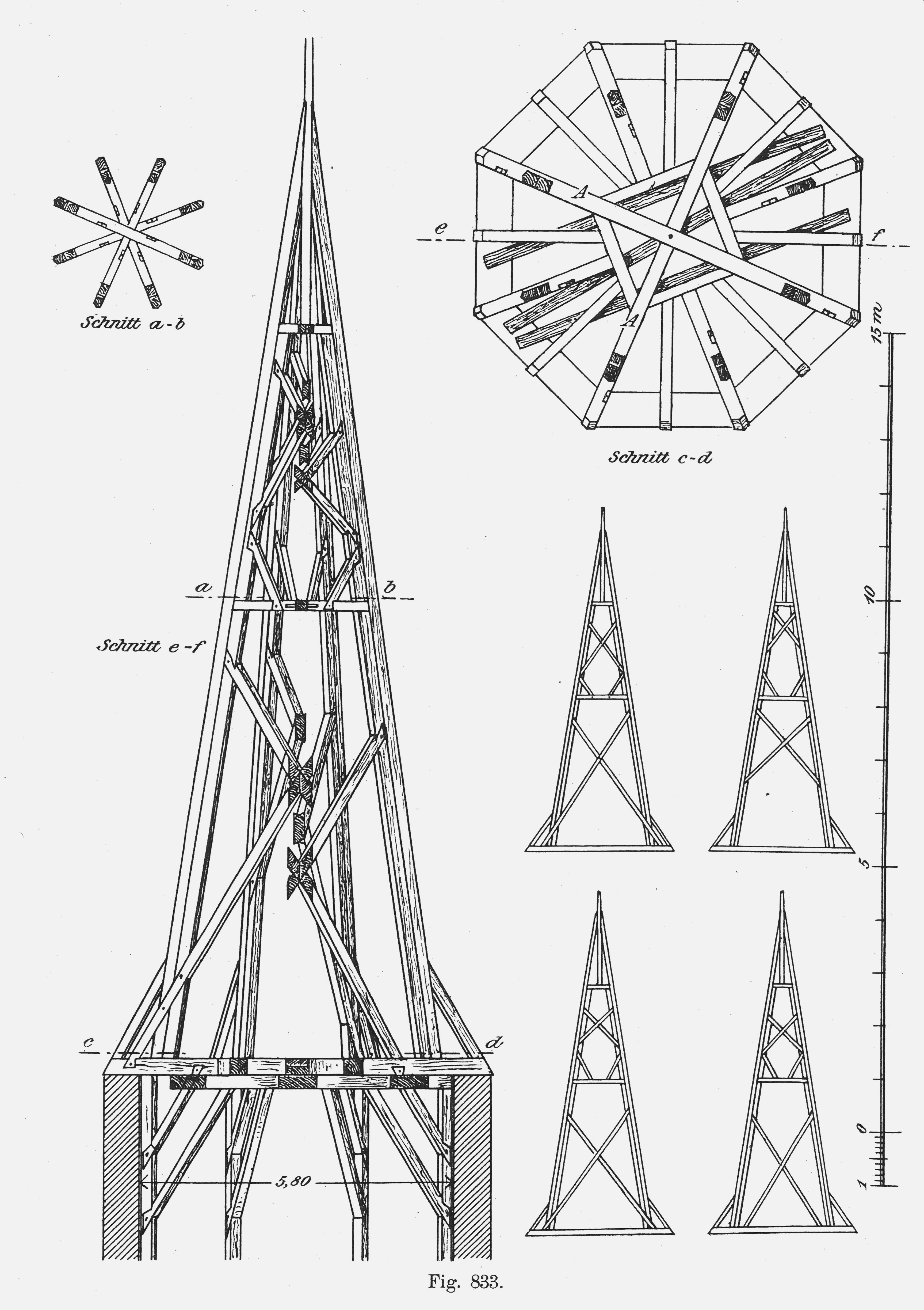
Holzkonstruktion eines Knickhelms, hier auf der Marienkirche in Halle (Theodor Böhm 1911, nach Friedrich Ostendorf)

Knickhelme gehen meist von einem im Grundriss quadratischen Turmschaft aus und können daher in der Regel am Dachfuß (Dachansatz) ebenfalls einen quadratischen Grundriss zeigen. Doch kann darüber der steile eigentliche Turmhelm auch vielgestaltiger ausfallen; sehr häufig sind achteckige (bis sechszehneckige) Grundrissformen. Theodor Landsberg hat dafür in seinem Dachkonstruktionen-Standardwerk von 1897 die Bezeichnung „achtseitige Turmpyramide mit vier Lagerpunkten“ verwendet. Der geometrische Übergang vom quadratischen zum achteckigen Grundriss führt über den Turmecken im Auschieblingsbereich zu dreieckigen Zwickel-Dachflächen.

## Beispiele
Beispiele für Turmhelme mit spätgotischem Knickhelm auf vierseitigem Ansatz:
- Maria-Magdalenen-Kirche in Bad Bramstedt[6]
- Stiftskirche St. Peter und Johannes der Täufer in Berchtesgaden
- Groß St. Martin in Köln
- Nikolaus-Kapelle (Köln)[7]
- Stifts- und Pfarrkirche St. Petrus und Paulus beim Kloster Obermarsberg[8]
- St. Katharina (Wenau)[9]

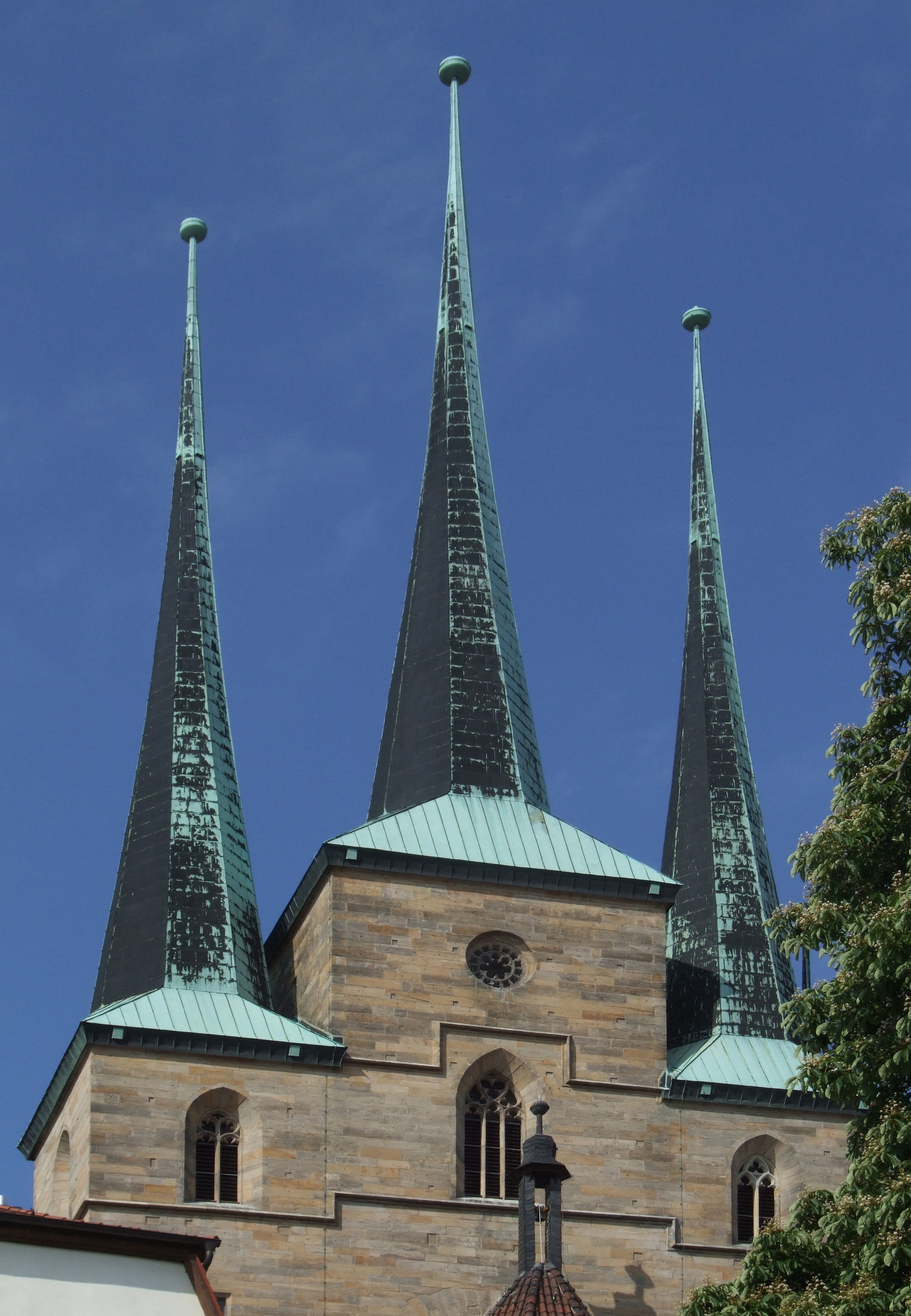
Drei Knickhelme der Severikirche Erfurt
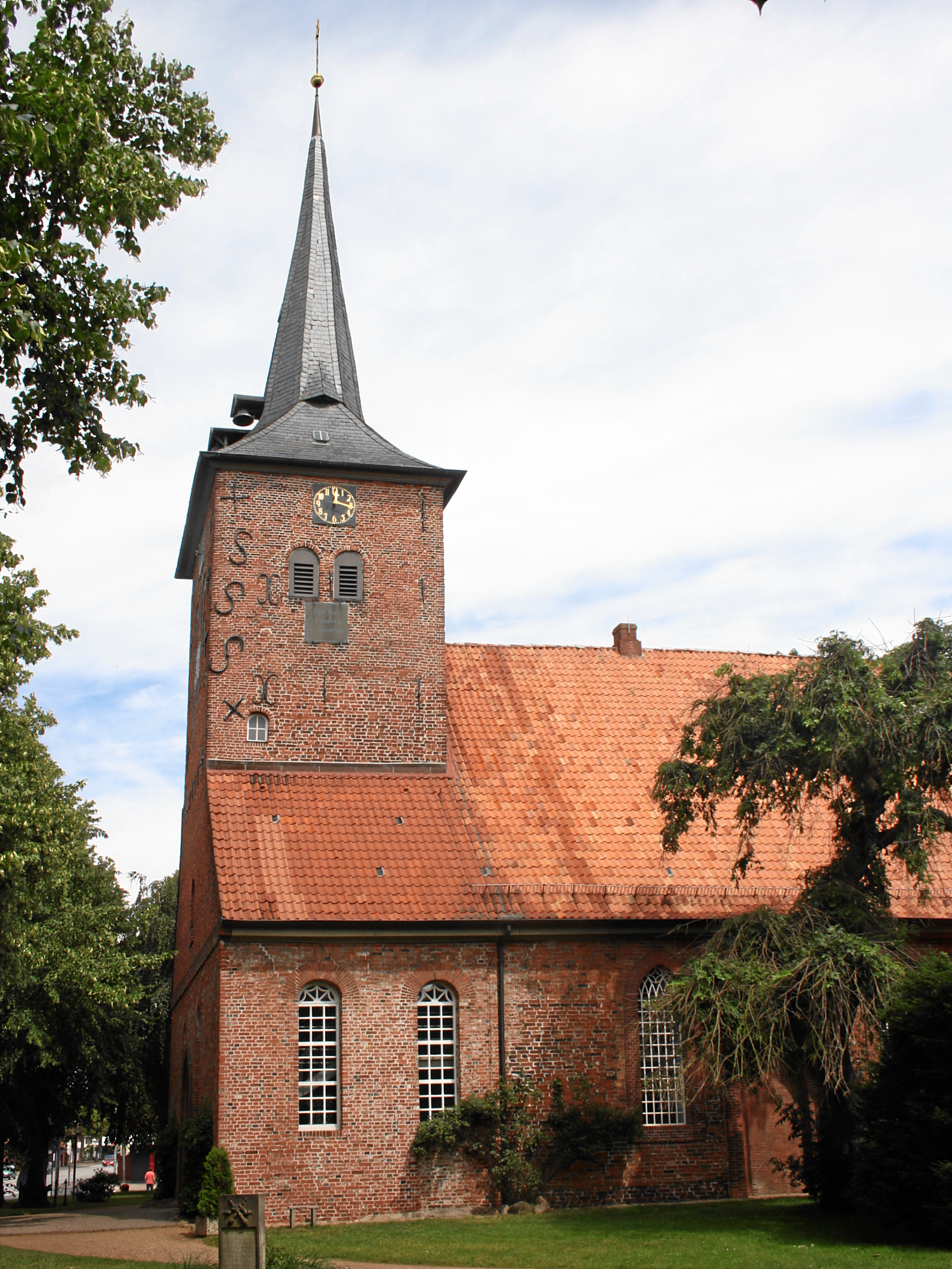
Maria-Magdalenen-Kirche in Bad Bramstedt
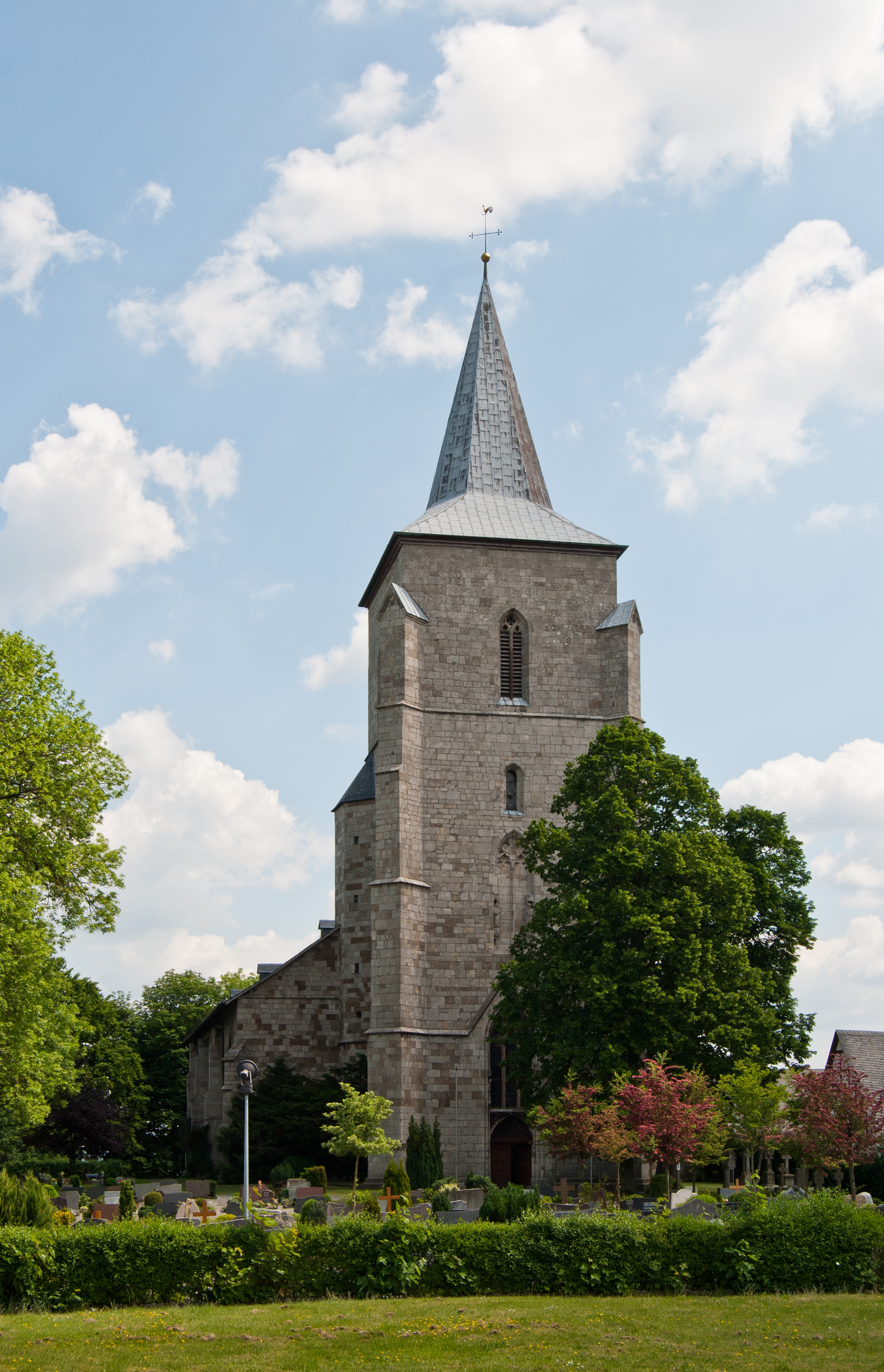
Stifts- und Pfarrkirche St. Petrus und Paulus beim Kloster Obermarsberg
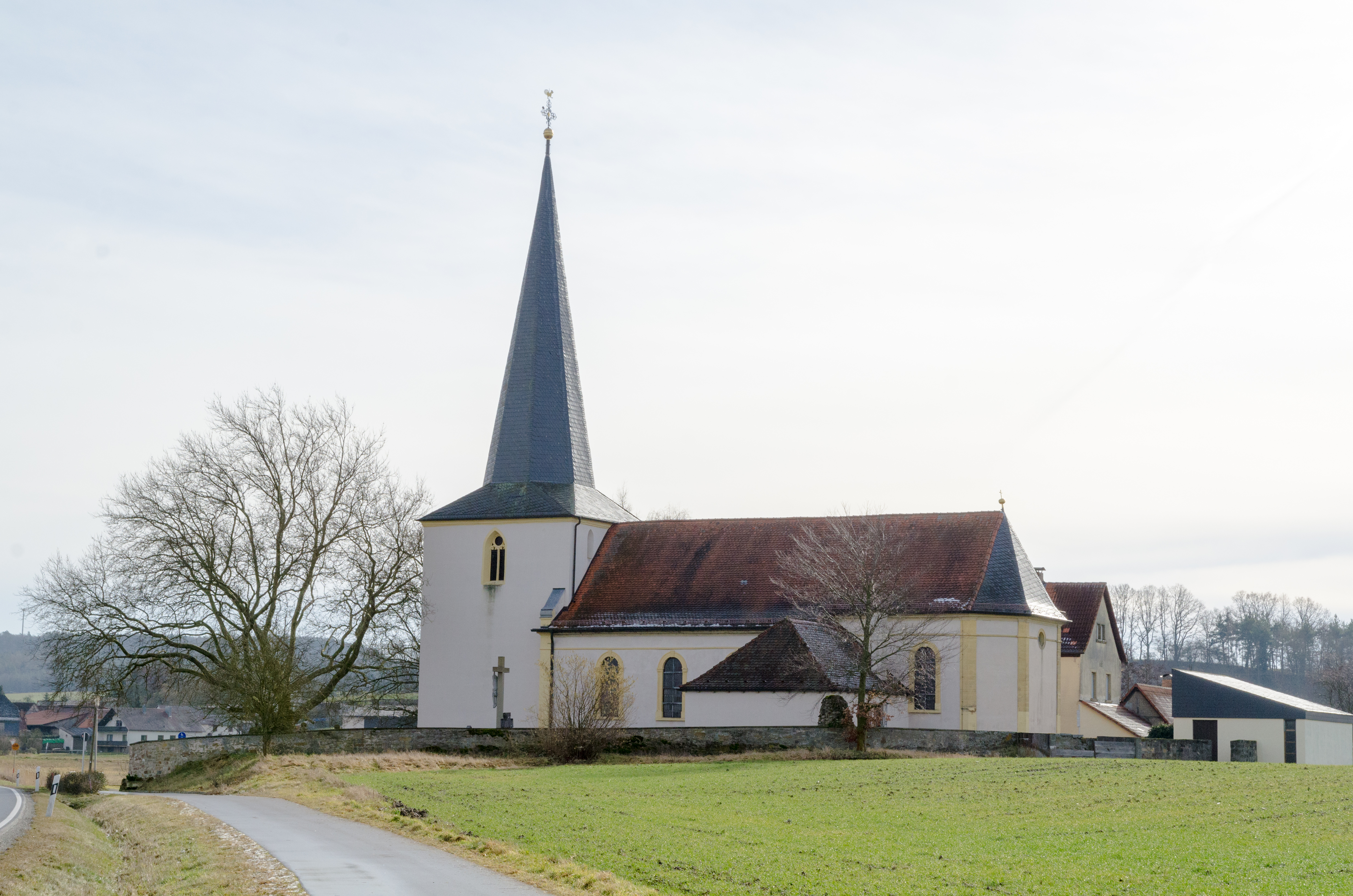
Im Verhältnis zum Turmschaft besonders hoher Knickhelm (St. Nikolaus Obereßfeld)

Eine seltene Sonderform mit achteckigem Helmansatz zeigt die Dorfkirche Porep, wobei vier Ecken des Ansatzes die Mauerkrone überkragen.

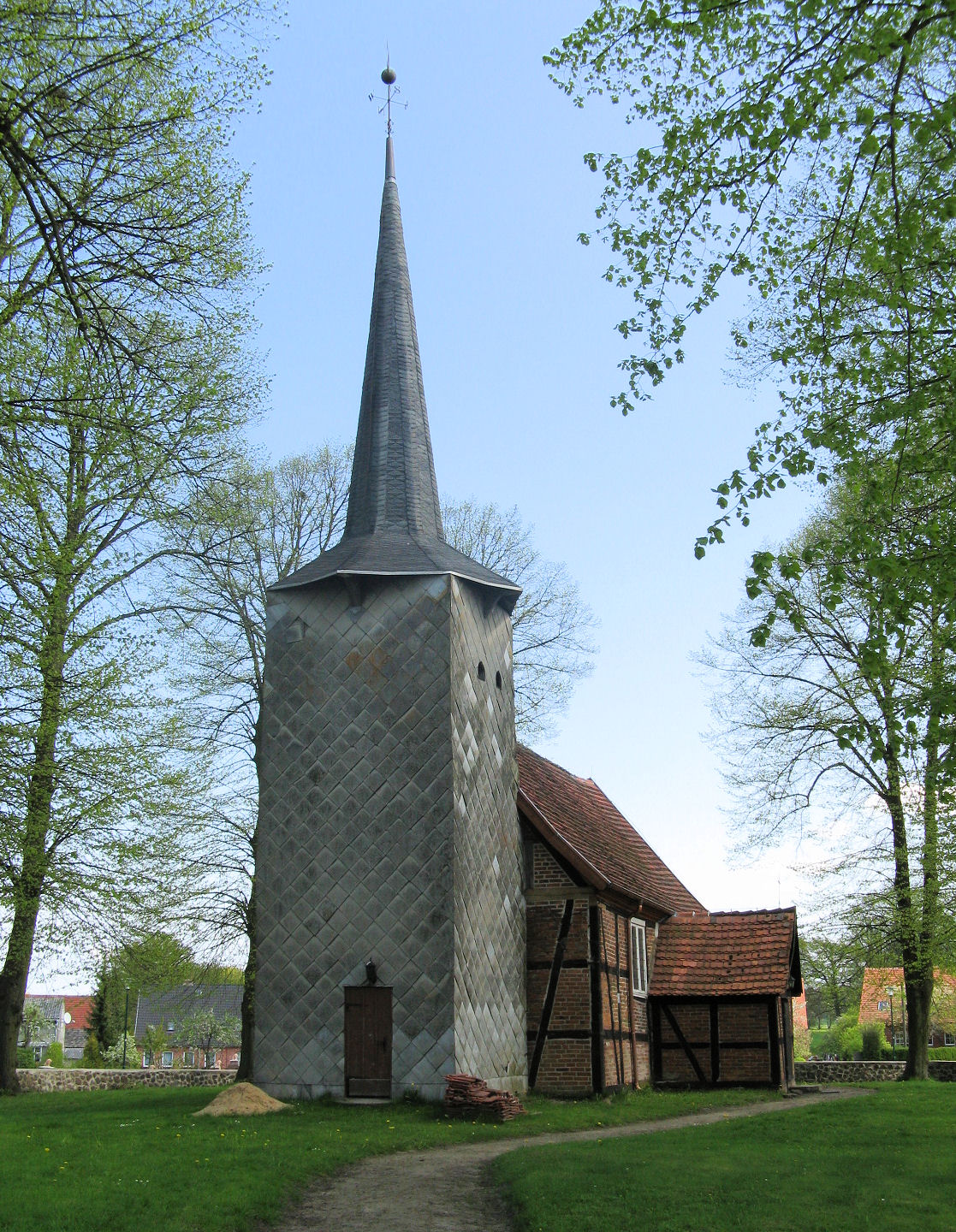
Dorfkirche in Porep